# Бин, Алан

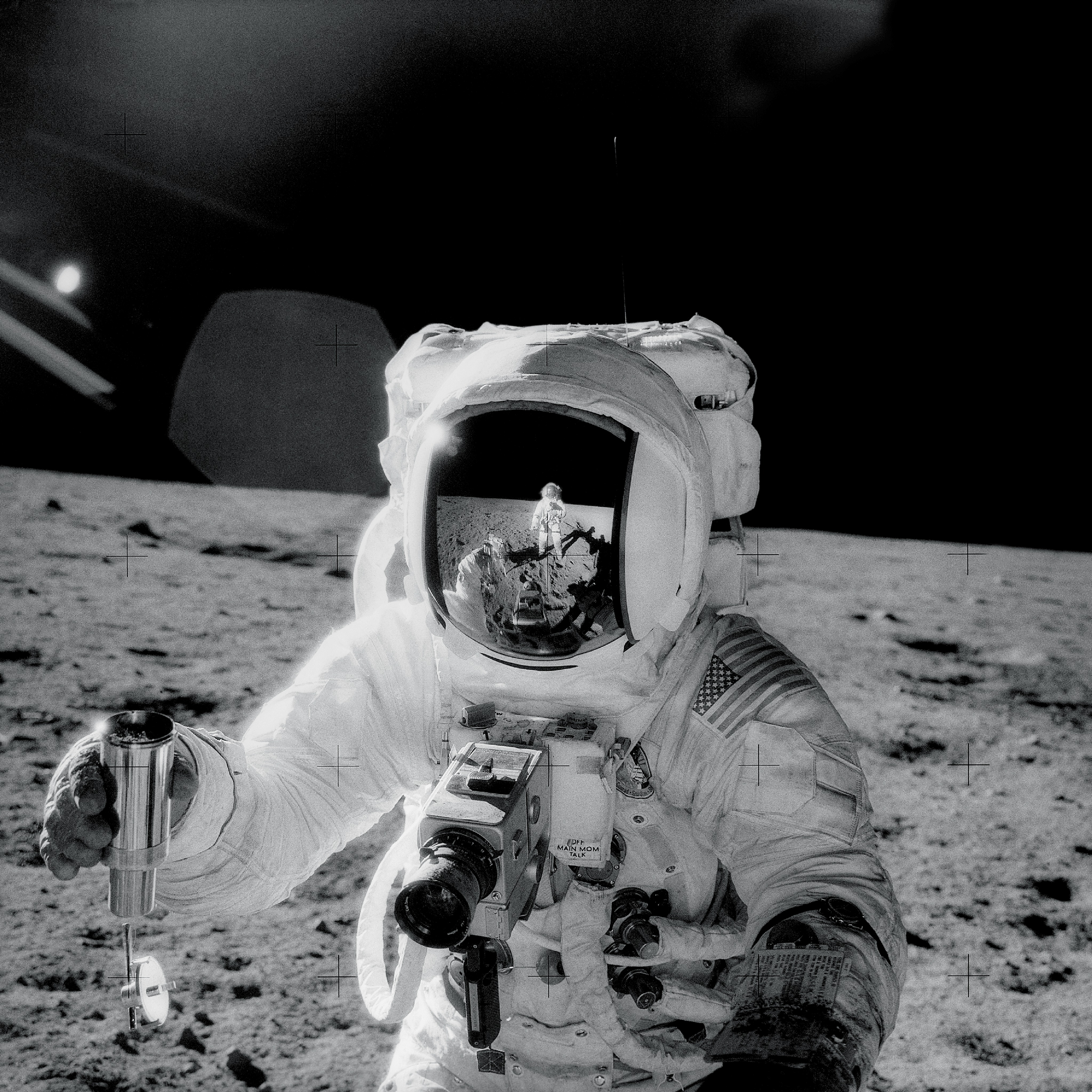

Алан Лаверн Бин (англ. Alan LaVern Bean; 15 марта 1932, Уилер, Техас — 26 мая 2018) — астронавт США. Четвёртый человек, ступивший на поверхность Луны.

## Биография
В 1955 году Бин получил степень бакалавра наук по авиационной технике в Техасском университете. Он прошёл отбор в третью группу астронавтов НАСА в 1963 году.
До поступления в отряд астронавтов был лётчиком-истребителем, капитан ВМС США. Проходил подготовку в школе лётчиков-испытателей ВМФ, где его инструктором был его будущий командир на Аполлоне — Чарлз Конрад.
Совершил два космических полёта в рамках программ «Аполлон» и «Скайлэб».
В состав основного экипажа Аполлона-12 Бин не входил, но заменил погибшего в авиакатастрофе Клифтона Уильямса ('C.C.' Williams). Сыграло роль то, что командир экипажа обратился к руководству НАСА с просьбой включить в экипаж именно Бина.
Вторая экспедиция на Луну стартовала 14 ноября 1969 года, Бин был пилотом лунного модуля и стал четвёртым человеком, ступившим на поверхность спутника Земли вслед за своим командиром Конрадом 19 ноября. Они дважды выходили из лунного модуля, чтобы собрать образцы грунта, установить научную аппаратуру и произвести съёмки и провели на поверхности Луны 31 час 31 минуту. 
Также они демонтировали некоторые фрагменты стоявшего недалеко от места посадки беспилотного аппарата «Сервейер-3», прилунившегося тремя годами ранее, и доставили их на Землю для изучения свойств материалов после длительного пребывания на Луне; на деталях были обнаружены живые земные микроорганизмы, но скептики возражали, что они были занесены после возвращения, и вопрос остался открытым.
За этот полёт в 1970 году Бин был награждён медалью НАСА «За выдающиеся заслуги».
Вторую медаль Алан Бин получил в 1973 году. Во втором полёте он уже был командиром экипажа экспедиции «Скайлэб-3» — второго пилотируемого полёта на орбитальную станцию «Скайлэб». Стартовав 28 июля 1973 года, астронавты в тот же день состыковались со станцией и провели на ней 58 суток 15 часов, что тогда было рекордом. Программа пребывания на станции была успешно выполнена. Бин участвовал в одном из парных выходов в космос (2ч 41мин).
Алан Бин проходил подготовку в качестве дублёра по программе «ЭПАС» («Союз-Аполлон»), но полетел основной экипаж Стаффорда. После этого в октябре 1975 ушёл в отставку из ВМС в звании капитана и в дальнейшем несколько лет занимался подготовкой астронавтов как гражданский специалист.
В июне 1981 года уволился из НАСА, чтобы целиком посвятить себя живописи. Писал картины в основном на космические темы. Многие энтузиасты космоса высоко ценят его талант.
Включён в Зал славы астронавтов.
Был женат, имел двух взрослых детей — сына и дочь.

### Смерть
26 мая 2018 года, спустя две недели после того, как неожиданно заболел во время поездки в Индиану, Алан Бин скончался в больнице в Хьюстоне. Похоронен на Арлингтонском национальном кладбище. 
После его смерти в живых осталось четверо астронавтов, побывавших на Луне.

## Награды
- Медаль «За выдающуюся службу» (НАСА)
- Медаль «За выдающуюся службу» (НАСА)
- Медаль «За выдающуюся службу» (ВМС США)
- Медаль «За выдающуюся службу» (ВМС США)